# Joey Slotnick
Joseph Jay 'Joey' Slotnick (Chicago, 2 oktober 1968) is een Amerikaans acteur.

## Filmografie
*Exclusief televisiefilms, tenzij aangegeven
- The Secret Life of Walter Mitty (2013)
- The Dictator (2012)
- Elevator (2011)
- Made in Romania (2010)
- Brief Interviews with Hideous Men (2009)
- I Want Someone to Eat Cheese With (2006)
- Hollow Man (2000)
- Pirates of Silicon Valley - Steve Wozniak (1999, televisiefilm)
- Idle Hands (1999)
- Blast from the Past (1999)
- Judas Kiss (1998)
- Dinner and Driving (1997)
- Twister (1996)
- A League of Their Own (1992)

## Televisieseries
*Exclusief eenmalige gastrollen
- Nip/Tuck - Dr. Merril Bobolit (2003-2006, 6 afleveringen)
- Alias - Steven Haladki (2002, 5 afleveringen)
- Boston Public - Milton Buttle (2000-2001, 14 afleveringen)
- Family Guy - stemmen bijrollen (1999-2006, 8 afleveringen)
- The Single Guy - Sam Sloan (1995-1997, 21 afleveringen)
- The Nanny - Dog kidnapper (1997, seizoen 5, aflevering 4)